# Nūrābād (kommunhuvudort i Fars)
Nūrābād (persiska: نور آباد) är en kommunhuvudort i Iran.   Den ligger i provinsen Fars, i den centrala delen av landet, 600 km söder om huvudstaden Teheran. Nūrābād ligger 951 meter över havet och antalet invånare är 64 041.
Terrängen runt Nūrābād är kuperad österut, men västerut är den platt.Runt Nūrābād är det ganska glesbefolkat, med 24 invånare per kvadratkilometer. Nūrābād är det största samhället i trakten. Omgivningarna runt Nūrābād är i huvudsak ett öppet busklandskap.